# Église Saint-Nicolas de Munster
L'église Saint-Nicolas de Munster est une collégiale du XIIIe siècle située sur la commune de  Munster, dans le département de la Moselle.

## Historique
L'église ou collégiale Saint-Nicolas date du XIIIe siècle. Sa façade comporte deux flèches de 73m de hauteur. On dit que le seigneur Guillaume de Torcheville (Wilhelm von Dorsweiler ou von Dorwilre) fit bâtir la collégiale Saint-Nicolas après s'être enlisé dans un marais : il aurait fait le vœu d'édifier une chapelle s'il parvenait à s'en extraire sain et sauf. La collégiale Saint-Nicolas a été restaurée sous la direction de l'architecte Eugène Viollet-le-Duc de 1868 à 1874. La basilique-cathédrale de l'Immaculée-Conception de Denver en a repris de nombreux aspects architecturaux.
L'édifice est classé au titre des monuments historiques en 1896 et 1984.

## Description
À l’intérieur, des têtes de lions ornent les stalles et le mobilier est de style Louis XVI. Des vitraux contemporains de Didier Gallet ont été installés en 1988. L'église à l'exception de la façade a été classée monument historique par arrêté du 21 octobre 1896 ; la façade occidentale a été classée par arrêté du 28 décembre 1984. Les deux tours, mutilées par la tempête du 26 décembre 1999 ont perdu leur sommet. L'ensemble de l'édifice a été fortement dégradé et de nombreux travaux restent à finir.

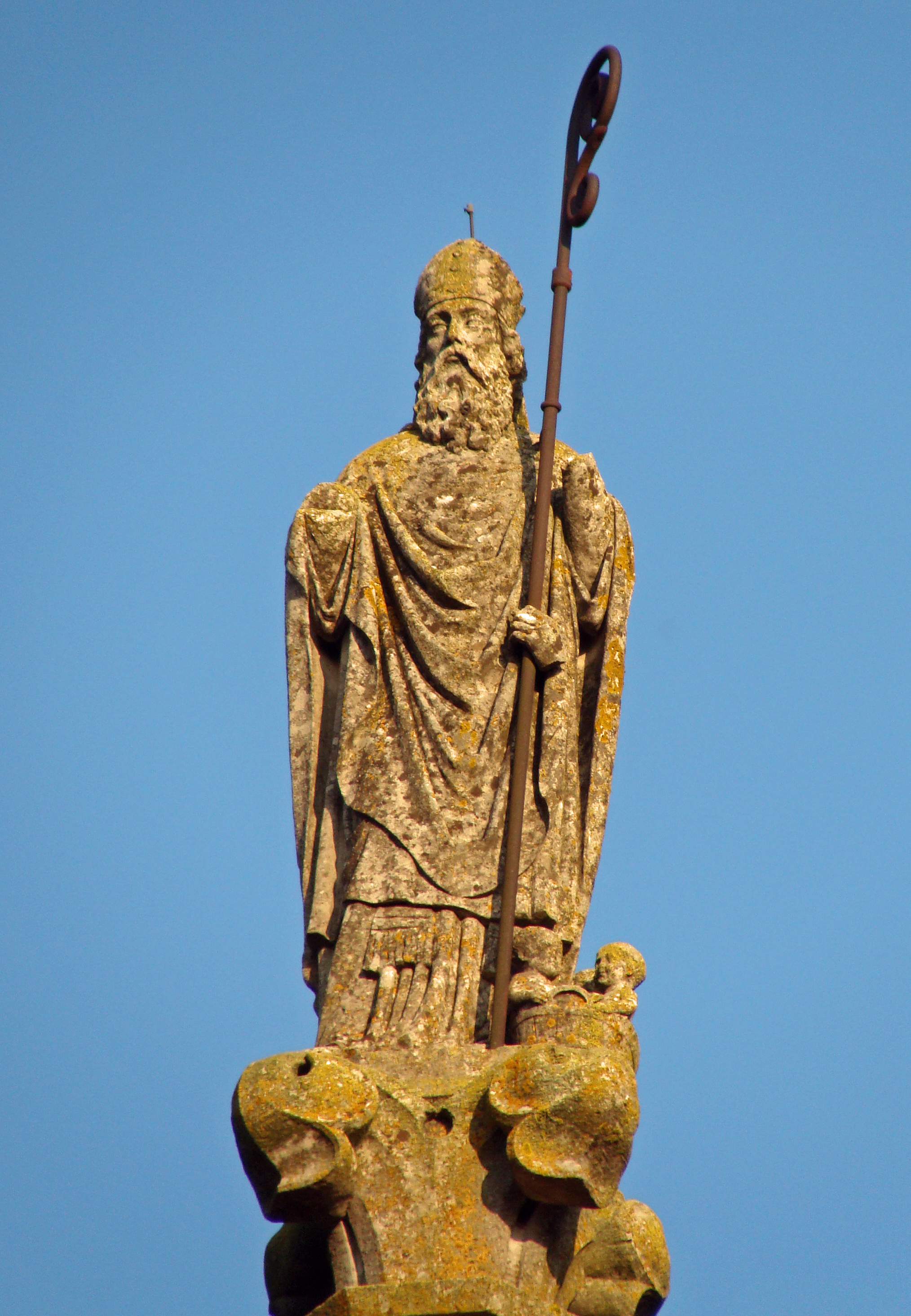
Sculpture de saint Nicolas sur projet de Viollet-le-Duc.